# Cerkiew Narodzenia Bogurodzicy w Sanoczku
Cerkiew Narodzenia Bogurodzicy w Sanoczku – dawna cerkiew greckokatolicka, zbudowana w 1863 w Sanoczku.
Pierwsza wzmianka o cerkwi pochodzi z 1467. Świątynia została zbudowana w 1863. Pierwotnie cerkiew była pod wezwaniem Najświętszej Panny Marii.
Od 1946 użytkowana jako rzymskokatolicki kościół filialny Matki Boskiej Królowej Polski parafii Narodzenia NMP w Sanoku. W 1968 został przeprowadzony remont.

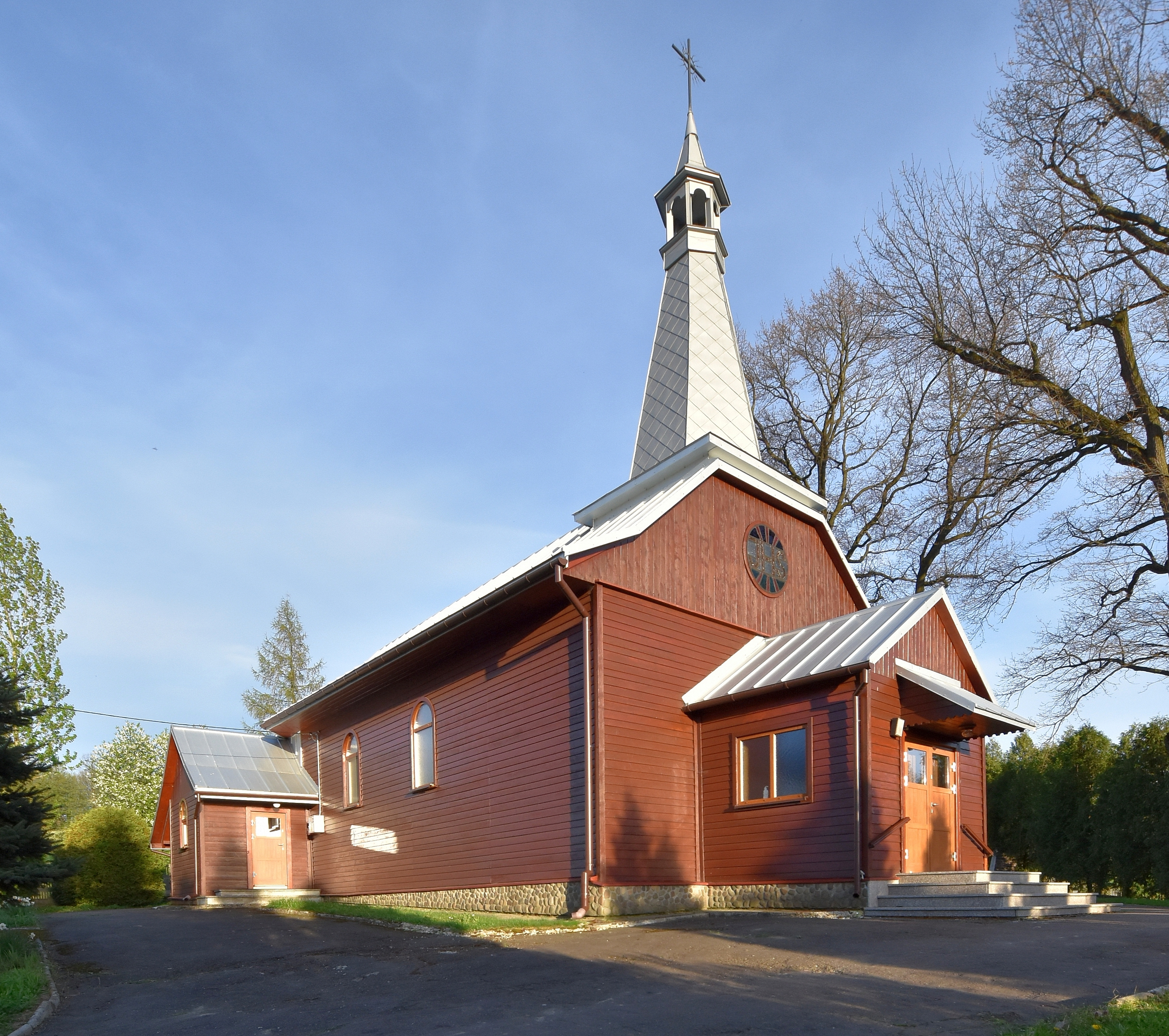
Elewacja frontowa
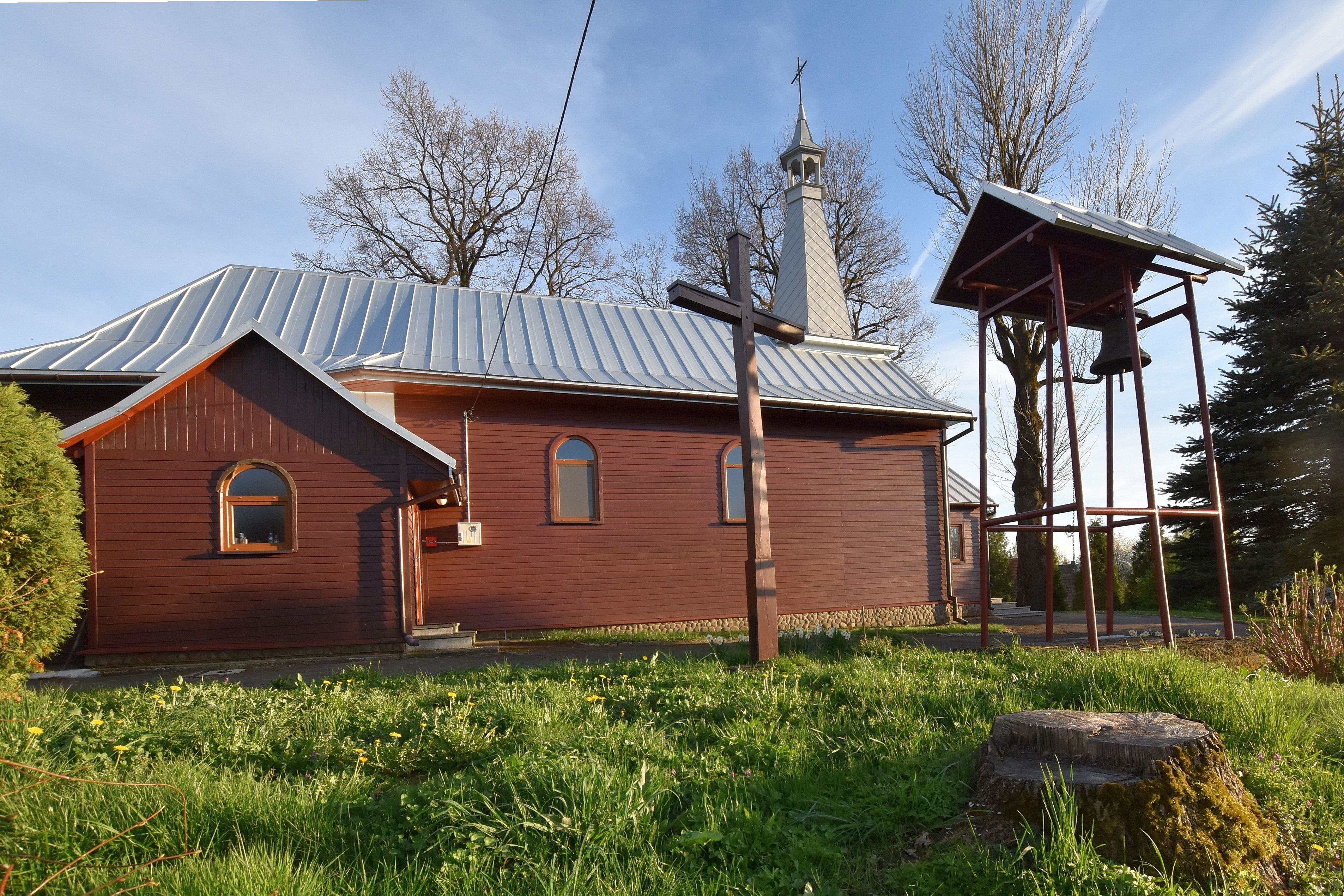
Widok z dzwonnicą
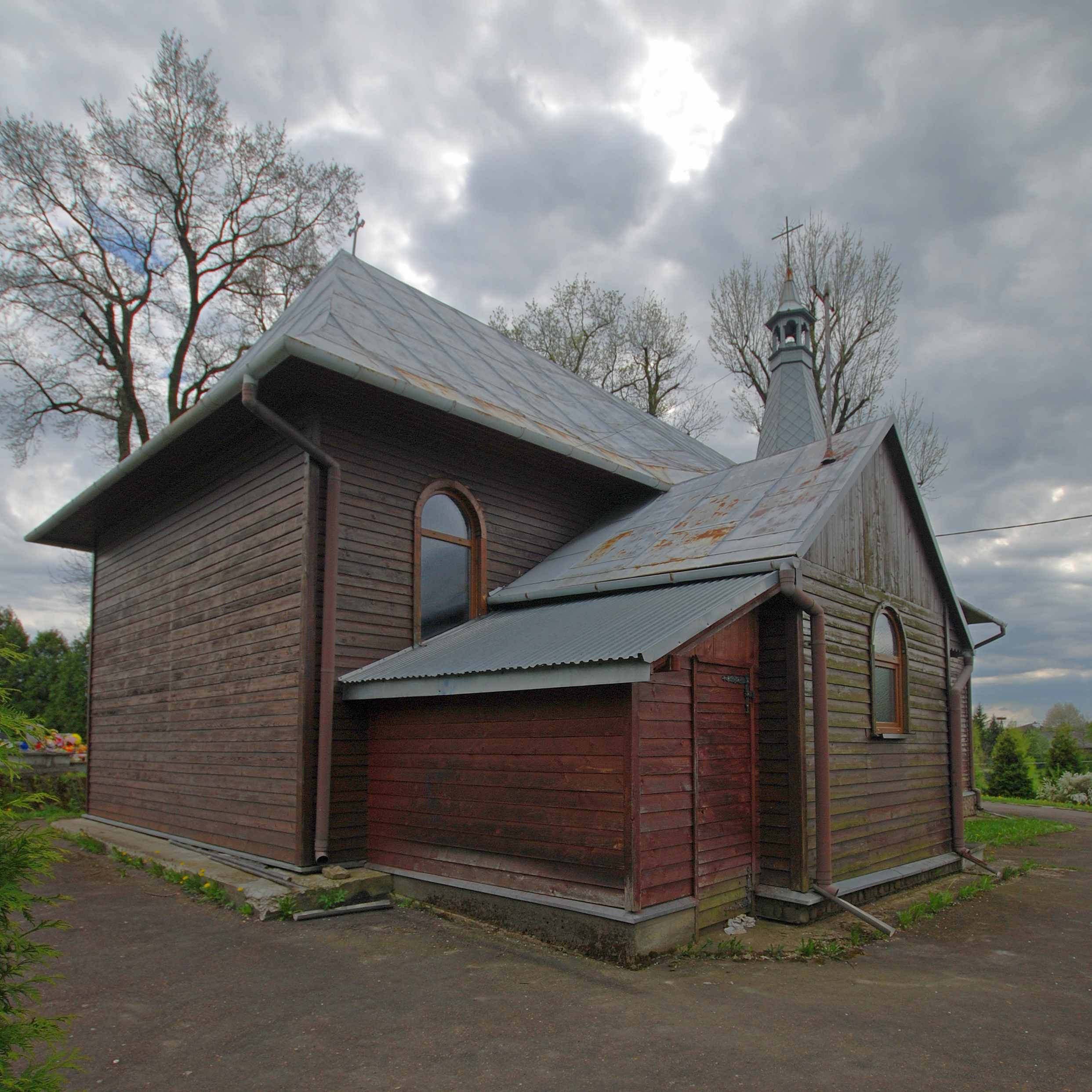
Elewacja tylna